# 浙江路 (青岛)
浙江路是中华人民共和国山东省青岛市市南区的一条南北向临海道路，也是全市最早建成的一批道路之一。道路南起太平路，与广西路、湖南路、湖北路、曲阜路、肥城路等东西向道路交汇，北到德县路。
道路始建于德国占领时期，定名为柳特波德街（德語：Luitpoldstraße，旧汉译：芦坡街），日本占领时期改名为高瀬町（日语：／），1923年改现名。1934年北端建成天主教圣弥爱尔大教堂。浙江路除了南段以外，坡度很陡，车流量较小。
Template:青岛老街